# Radkowice (powiat Kielecki)
Radkowice is een dorp met 600 inwoners even ten zuiden van Kielce in Polen. Het bestaat uit een langgerekte weg waar aan beide zijden woningen staan. Het dorp bestaat hoofdzakelijk uit agrarische boerderijen.